# جاده ئی۵۳۲ اروپا
جاده ئی۵۳۲ اروپا (به انگلیسی: European route E532) یکی از جاده‌های درجه ۲ قاره اروپا است.
این جاده که در کشور آلمان قرار دارد از شهر ممینگن شروع شده و در شهر فوسن به پایان می‌رسد.